# Cnastis bulgarica
Cnastis bulgarica là một loài tò vò trong họ Ichneumonidae.